# Ngweela
Ngweela est un clan localisé dans la frange côtière de la république du Congo, plus précisément dans le district de Hinda.

## Description
C'est le plus grand clan par le nombre de ses membres et par la superficie de son terroir dans la contrée de Hinda.
Il compte quatre sous-groupes partageant le même sanctuaire (tshibila) du même génie tutélaire (N'kisi Si), les mêmes interdits alimentaires (Tchina) ou le même totem (M'vil):
- Ngweel Tshingang Sati, dont l'actuel patriarche est François Soumbou[2],[3]
- Ngweel Tshingang N'suund
- Ngweel Tshingang Ngoombi
- Ngweel Tshingang Biine, le sous-groupe le plus petit.

Les autres clans régnant de Hinda sont : 
- Tshibaanza, de l'homme politique Robert Stéphane Tchitchéllé et de son fils, le médecin militaire et homme politique Tchichellé Tchivéla.
- Tshibaana
- Mboma

### Emblème
Le totem du clan Ngweela est le cabri ou la chèvre.